# 小行星4703
小行星4703（英語：4703 Kagoshima）是一颗围绕太阳公转的小行星。1988年1月16日，鹿兒島市的向井優和北海道的武石正憲在鹿儿岛市共同觀測发现了此天体。
这颗小行星的绝对星等为295.9404632868261等。